# Marko Tadić (jezikoslovac)
Marko Tadić (Rijeka, 28. kolovoza 1963.) hrvatski je jezikoslovac koji je dao značajan doprinos na području računalne i korpusne lingvistike u Hrvatskoj.

## Kratki životopis
Osnovnu školu i gimnaziju završio u Zagrebu. Na Filozofskom fakultetu Sveučilišta u Zagrebu diplomirao je 1987. godine. Magistrirao je 1992. a doktorirao 1994. godine s temom Računalna obradba morfologije hrvatskoga književnoga jezika na Filozofskom fakultetu Sveučilišta u Zagrebu. U disertaciji iznosi računalni model morfološke obrade hrvatskoga prema kojemu 
nastaje Hrvatski morfološki leksikon (HML). HML je osnovni jezični resurs za obradu tekstova na hrvatskome jeziku Hrvatskim lematizacijskim poslužiteljem  Arhivirana inačica izvorne stranice od 15. srpnja 2006. (Wayback Machine).
Tadić je voditelj projekta Računalna obradba hrvatskoga jezika (MZT RH 130718) od 2000. do 2001. godine u okviru kojega se izrađuje Hrvatski nacionalni korpus. 
Predsjednik je Hrvatskoga društva za jezične tehnologije  Arhivirana inačica izvorne stranice od 11. srpnja 2006. (Wayback Machine) koje okuplja prvenstveno stručnjake, ali također i sve zainteresirane pojedince koje se bave računalnom obradom hrvatskoga jezika.
Autor je brojnih znanstvenih radova i dviju knjiga.
U lipnju 2008. godine postaje suradnikom Razreda za filološke znanosti Hrvatske akademije znanosti i umjetnosti.

### Izvadak iz popisa objavljenih znanstvenih članaka
- Developing the Croatian National Corpus and Beyond u: Grzybek, Peter (ur.) Contributions to the Science of Text and Language. Word Length Studies and Related Issues, Kluwer, Dordrecht 2006, str. 295-300. (ISBN 1-4020-4067-9)
- Making Monolingual Corpora Comparable: a Case Study of Bulgarian and Croatian, u: LREC2004 zbornik, Lisabon, 24. – 30. svibnja 2004, ELRA, Pariz - Lisabon 2004, Vol. IV, str. 1187-1190 (ISBN 2-9517408-1-6) (zajedno s Božom Bekavcem, Petyom Osenovom, Kirilom Simovom)
- Building the Croatian National Corpus, LREC 2002 zbornik, Las Palmas, 27. svibnja - 2. lipnja 2002, ELRA, Pariz - Las Palmas 2002, Vol. II, str. 441-446
- Building the Croatian-English Parallel Corpus, LREC 2000 zbornik, Atena, 31. svibnja - 2. lipnja 2000, ELRA, Pariz - Atena 2000, Vol. I, str. 523-530.
- Raspon, opseg i sastav korpusa suvremenoga hrvatskoga jezika, Filologija 30-31, (1998.), str. 337-347. (ISSN 0449-363X)
- Računalna obradba hrvatskoga i nacionalni korpus, Suvremena lingvistika 41-42, (1996.), str. 603-612. (ISSN 0586-0296)
- Od korpusa do čestotnoga rječnika hrvatskoga književnog jezika, Radovi Zavoda za slavensku filologiju 27, (1991), str. 169-178. (ISSN 0514-5090)

## Vanjske poveznice
- Internet stranica Marka Tadića  Arhivirana inačica izvorne stranice od 6. ožujka 2006. (Wayback Machine)